# Jean-Philippe Faure (football)
Pour les articles homonymes, voir Jean-Philippe Faure.
 (novembre 2016).
Jean-Philippe Faure est un footballeur français né le 17 novembre 1966 à Vernoux-en-Vivarais (Ardèche). Il a joué au poste de milieu de terrain défensif devenu entraineur.

## Palmarès joueur
- Finaliste de la Coupe de France en 1999 (avec le CS Sedan-Ardennes)

## Carrière d'entraineur
En février 2002, après deux semaines de stage au CTNFS de Clairefontaine, il est diplômé du brevet d'État d'éducateur sportif 2e degré (BEES 2).
Auparavant il fait partie du staff du SCO Angers en tant que superviseur et recruteur, et il a également entraîné Thouars Foot 79 (CFA 2/ National 3) de 2003 à 2009 et La Roche Vendée Football (DH/R1) de 2010 à 2011.
Il entraine l'équipe réserve (CFA 2/ National 3) des Chamois niortais Football Club de 2014 à 2018.
Le 1er mars 2016 il avait pris la succession de Régis Brouard au poste d’entraîneur de l'équipe professionnelle des Chamois niortais Football Club (ligue 2) en compagnie de Carl Tourenne avec pour mission de maintenir les chamois niortais en ligue 2, objectif qui fut atteint (classement ligue 2 2015-2016). Il prend également la succession provisoire de Denis Renaud pour le même poste le 26 février 2018, en compagnie cette fois de Carl Tourenne et de Franck Azzopardi, objectif qui fut atteint (classement ligue 2 2017-2018).
À partir de la saison 2018-2019, il est l'entraineur adjoint de Patrice Lair. Le 11 décembre, il se voit confier la tâche d'assurer les entraînements après le départ de Patrice Lair, et est de nouveau nommé entraineur par intérim le 17 décembre. Avec l'arrivée de Pascal Plancque le 14 janvier 2019, il reprend ses fonctions d’entraîneur adjoint.
En mars 2024, il est nommé entraîneur de l'Olympique de Saumur FC.

## Palmarès entraineur
- Champion division honneur ligue Centre-Ouest 2014-2015 (Chamois Niortais Football Club, équipe réserve)
- 5ème Championnat CFA2 GROUPE H 2016-2017 (Chamois Niortais Football Club, équipe réserve)
- 3ème Championnat NATIONAL 3 GROUPE A 2017-2018 (Chamois Niortais Football Club, équipe réserve)